# Ilse Spangenberg
Ilse Spangenberg (* 18. September 1924 in Salza; † 11. Oktober 2020 in Nordhausen) war eine deutsche Malerin und Grafikerin.

## Leben und Werk
Ilse Spangenberg nahm von 1947 bis 1949 in Nordhausen privaten Mal- und Zeichenunterricht bei Renate Niethammer und Martin Domke. Von 1949 bis 1951 studierte sie bei Domke und Siegfried Tschierschky an der Hochschule für Baukunst und bildende Künste in Weimar und von 1951 bis 1953 bei Fritz Dähn, Hans Grundig und Heinz Lohmar an die Hochschule für Bildende Künste Dresden. Danach war sie bis 1955 an der Hochschule Assistentin im Fachbereich Kunst. 1956 kehrte sie nach Nordhausen zurück und arbeitete als freischaffende Malerin. 1960 wurde sie von der Abteilung Kultur des Rats des Bezirks Erfurt mit Karl-Ludwig Goetjes, Otto Knöpfer und Otto Paetz zur künstlerischen Arbeit in die LPG „Walter Ulbricht“ in Merxleben delegiert. Sie war bis 1990 Mitglied des Verbands Bildender Künstler der DDR.
Das Œuvre Ilse Spangenbergs reicht von Bleistiftskizzen auf Papier, Pastellzeichnungen, filigranen Holzschnitten auf fast transparentem Seidenpapier bis zu Tafelbildern in farbkräftigen Mischtechniken. Sie erhielt Aufträge für architekturbezogene Arbeiten, u. a. für ein Wandbild in Emaille im Eingangsbereich des Nordhäuser Kindergartens am Frauenberg. Ilse Spangenberg hatte eine bedeutende Anzahl von Einzelausstellungen und Ausstellungsbeteiligungen, im Ausland u. a. in der Partnerstadt Nordhausens Charleville-Mészierès und in Vilnius. Werke Ilse Spangenbergs befinden sich u. a. in der Kunstsammlung der Stadt Nordhausen.

## Werkbeispiele

### Tafelbild
- Baku (Mischtechnik, 1970)[2]

### Druckgrafik
- Junge Landarbeiterin (Farbholzschnitt, 52 × 40 cm, 1952)[3]
- Gänserupferinnen (Farbholzschnitt, 52 × 40 cm, 1952)[4]
- Aktivistin Frieda Kovallek (1964)[5]
- Hydrotopf (Farblinolschnitt, 1967)[6]

## Ausstellungen (unvollständig)
Einzelausstellungen
- 1984: Nordhausen, Meyenburg-Museum (Malerei und Grafik)
- 2006: Limlingerode, Dichterstätte Sarah Kirsch

Ausstellungsbeteiligungen
- 1957: Berlin, Ausstellungspavillon Werderstraße (Junge Künstler der DDR)
- 1962/1963, 1967/1968 und 1972/1973: Dresden, Fünfte und VI. Deutsche Kunstausstellung und VII. Kunstausstellung der DDR
- 1970: Berlin, Altes Museum (Im Geiste Lenins)
- 1974: Weimar, Galerie im Schloss (Kunst für uns)
- 1978: Weimar, Museum am Theaterplatz (intermezzo `78)
- 1975 und 1979: Erfurt, Bezirkskunstausstellung
- 1979: Weimar, Kunsthalle am Theaterplatz (SPEKTRUM)

Postume Ausstellungen
- 2021: Nordhausen, Kunsthaus Meyenburg (Aus weiblicher Sicht)[7]